# Switchblade Sisters
(Maggie, al termine del film)
Switchblade Sisters è un film del 1975, diretto da Jack Hill.
Venne girato in 18 giorni, con un budget di 250.000 dollari. In origine si doveva intitolare The Jezebels. Il film non incassò molto e si rivelò un flop, caso raro per un film di Jack Hill, che incassava sempre bene ai botteghini.
Per il personaggio di Patch, Hill si ispirò a Iago, personaggio dell'Otello di Shakespeare.

## Trama
Lace è la leader delle "Dagger Debs", una gang femminile subordinata ai "Silver Daggers". Il leader della gang maschile, Dom, è il fidanzato di Lace.
In un locale Lace incontra Maggie, una ribelle che non è affiliata a nessuna banda. Dopo averla messa alla prova, Lace l'accetta nella sua gang e le due diventano grandi amiche. Dopo una retata da parte della polizia le ragazze della gang vengono arrestate. In carcere subiscono violenze e umiliazioni da parte delle secondine, ma dopo una rivolta le ragazze hanno la meglio. Lace però deve rimanere ancora un po' in carcere, quindi affida un bigliettino da recapitare a Dom, nelle mani di Maggie. Questa vorrebbe dargli il bigliettino in privato, ma Dominic lo legge davanti ai suoi uomini, scatenando risate e sberleffi. Successivamente Dom raggiunge Maggie nella sua casa e la violenta.
Intanto Patch, la migliore amica di Lace, non vede di buon occhio la nuova arrivata e tenta di tutto per ostacolarla, convincendo Lace, uscita dal carcere, che è stata Maggie a leggere in pubblico il bigliettino e a ridicolizzarla. Lace stenta a cederci, e annuncia a Dom di aspettare un figlio da lui. Dom reagisce male alla notizia, e la lascia senza ripensamenti.
Maggie, intanto, di fronte alla mollezza dei superstiti dei "Silver Daggers", li caccia dalla banda, che diventa interamente femminile e si chiamerà "The Jezebels". Maggie chiede aiuto a un gruppo di femministe afroamericane, una sorta di Pantere Nere femminili, che citano Mao e teorizzano la rivolta urbana. Le ragazze scatenano una vera e propria guerriglia, utilizzando anche un blindato fatto in casa, fino all'annientamento totale dei rivali.
Lace, istigata da Patch e decisa a riprendersi lo scettro di leader della banda, affronta Maggie durante la festa delle "Jezebels". Le due si affrontano a colpi di coltello, e Maggie uccide Lace con una coltellata alla gola. Ma il luogo della battaglia è circondato dalla polizia, che interviene e arresta tutte le ragazze della banda, che affermano orgogliosamente di essere delle "Jezebels" e che si sentirà ancora parlare di loro. Anche Patch, distrutta per la morte di Lace, afferma di essere una "Jezebel", ma viene respinta con forza da Maggie e dalle altre ragazze.

## Produzione
In fase di pre-produzione del film, Jack Hill intervistò delle ragazze realmente affiliate ad alcune gang.
Una delle secondine del carcere è interpretata da Jeannie Epper, che in Kill Bill: Volume 2 interpreta la moglie del reverendo che dovrebbe celebrare il matrimonio della Sposa, prima del massacro ordinato da Bill.

## Considerazioni
Switchblade Sisters è probabilmente la summa dei film diretti da Jack Hill. Il film è infatti un misto di dramma, azione, women in prison, exploitation, sexploitation e blaxploitation, passando con disinvoltura dalle secondine lesbiche al maoismo di un gruppo di Pantere Nere, mescolando azione, politica, filosofia, sesso e violenza.

## Influenze
Il film è uno dei preferiti di Quentin Tarantino, che nel 1996 lo rieditò in DVD, commentando il film insieme a Hill. Tarantino ha inserito una citazione esplicita del film in Kill Bill, con il personaggio di Elle Driver, che ha una benda sull'occhio proprio come Patch. Inoltre la sequenza in silhouette della Sposa che combatte contro gli 88 folli ricorda l'analoga sequenza finale del film, quella della lotta tra Maggie e Lace.